# Сангушко Лев Олександрович
Лев Сангушко (*бл. 1536 — 1571) — політичний діяч Великого князівства Литовського і Речі Посполитої.

## Життєпис
Походив з Кошерської (Каширської) гілки литовсько-українського роду Сангушків гербу Литовська Погоня. Єдиний син Олександра Сангушки, маршалка господарського, та Анастасії Жилінської. Народився близько 1536 року. Замолоду одружився з представницею роду Остик. Отримав чин ротмістра кінноти литовської.
У 1565 році після смерті батька стає князем Кошерським. Спочатку намагався залагодити майнові конфлікти з мачухою батька — Богданою Заславською, а також з родом Воловичів. В той самий час він був звинувачений тещею Ганною Соколінською (по першому чоловіку Остик), в тому, що він забрав з шухляди, де зберігалися гроші, 3000 червоних золотих і 3014 золотих у вигляді коштовностей. У лютому 1566 король Польський і великий князь Литовський Сигізмунд II Август написав Леву Сангушко і його дружині, щоб вони не заважали Любецькій отримати від садиб, отриманих дружиною Сангушки від батька Миколи Остики, боргу в сумі 3000 коп грошей. Згодом отримав від тещі половину замку і міста Любча з навколишніми селами, литовські володіння померлого чоловіка Миколи Остика, будинки у Вільно. Натомість Лев Сангушко надав своїй дружині 17200 коп грошей на своїх маєтках в Кошерському князівстві.
На відміну від інших волинських князів не пручався об'єднанню Польщі та Литви. 1569 року після приєднання Волинського воєводства до Польщі приніс присягу королю Сигізмунду II. 1570 року продав свою половину маєтку Жировичі в Брестському повіті Остафію Воловичуза 1400 коп грошей. Ймовірно 1571 року тяжко захворів, що попередньо склав заповіт. Помер того ж року.

## Родина
Дружина — Ганна, донька Миколи Остики, старости румборкського і кревського.
Діти:
- Григорій (1566—1601), каштелян брацлавський